# プロボリンゴ

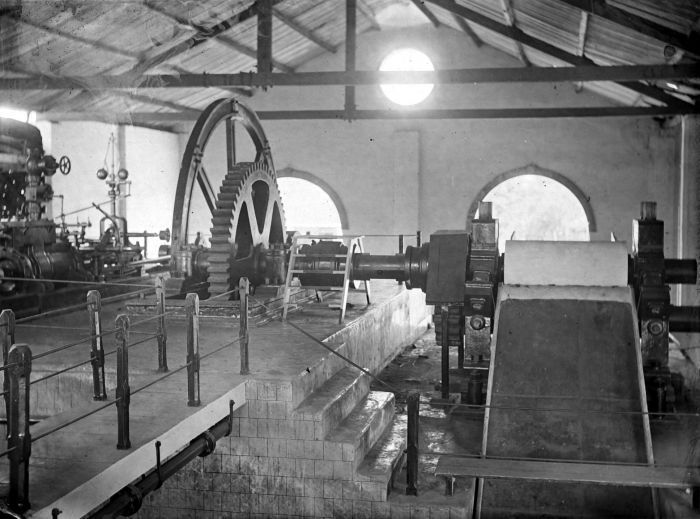
砂糖工場

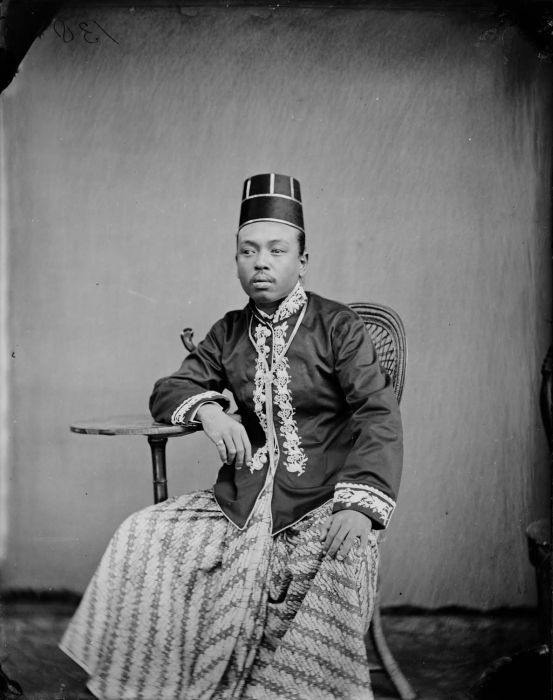
地元の「ブストゥーデル・カレン・プロボリンゴ」

プロボリンゴ（Probolinggo）はインドネシアのジャワ島の東ジャワ州の都市。面積は56.67 km2で、人口は2014年時点で22万3159人。プロボリンゴ県に囲まれる。他の東ジャワ州北部の都市と同様に、ジャワ人に加えてマドゥラ人が多い。

## 概要
ジャワ島の主要高速道路上に位置する。港には漁船が多い。オランダ領東インド時代、特に19世紀には、プロボリンゴは砂糖の精製、輸出に有利な位置に有った。マンッガ・マナラギと呼ばれるマンゴーが有名である。7月 - 9月は強い乾季風のアンギン・ゲンディンが吹き、マンゴーの受粉を助け、周りの果物を美味しくする。昔に比べて葡萄の収穫量は減った。
市の標語は「ベスタリ」である。これは清潔、健康、秩序、安全、きちんとした、美しいの頭文字から来ている。